# 춘천시장
춘천시장은 강원특별자치도 춘천시의 시장이다.

## 역대 춘천군수
| 대수   | 이름   | 임기 | 비고            |
| ------ | ------ | ---- | --------------- |
| 제1대  | 정은섭 |      | 강원도 춘천군수 |
| 제2대  | 심상대 |      | 강원도 춘천군수 |
| 제3대  | 박교병 |      | 강원도 춘천군수 |
| 제4대  | 한기명 |      | 강원도 춘천군수 |
| 제5대  | 심헌구 |      | 강원도 춘천군수 |
| 제6대  | 이호직 |      | 강원도 춘천군수 |
| 제7대  | 김병선 |      | 강원도 춘천군수 |
| 제8대  | 이상용 |      | 강원도 춘천군수 |
| 제9대  | 전인걸 |      | 강원도 춘천군수 |
| 제10대 | 김재웅 |      | 강원도 춘천군수 |
| 제11대 | 이원규 |      | 강원도 춘천군수 |
| 제12대 | 이풍섭 |      | 강원도 춘천군수 |
| 제13대 | 유득춘 |      | 강원도 춘천군수 |
| 제14대 | 박영찬 |      | 강원도 춘천군수 |
| 제15대 | 주여준 |      | 강원도 춘천군수 |
| 제16대 | 박두식 |      | 강원도 춘천군수 |
| 제17대 | 이원규 |      | 강원도 춘천군수 |
| 제18대 | 이동진 |      | 강원도 춘천군수 |
| 제19대 | 김형배 |      | 강원도 춘천군수 |
| 제20대 | 원낙희 |      | 강원도 춘천군수 |
| 제21대 | 김명한 |      | 강원도 춘천군수 |
| 제22대 | 손주용 |      | 강원도 춘천군수 |
| 제23대 | 한석용 |      | 강원도 춘천군수 |
| 제24대 | 이길원 |      | 강원도 춘천군수 |
| 제25대 | 석영철 |      | 강원도 춘천군수 |
| 제26대 | 배계섭 |      | 강원도 춘천군수 |
| 제27대 | 김광용 |      | 강원도 춘천군수 |
| 제28대 | 현영환 |      | 강원도 춘천군수 |
| 제29대 | 손인완 |      | 강원도 춘천군수 |
| 제30대 | 김승규 |      | 강원도 춘천군수 |
| 제31대 | 홍순호 |      | 강원도 춘천군수 |
| 제32대 | 안구순 |      | 강원도 춘천군수 |
| 제33대 | 김세기 |      | 강원도 춘천군수 |
| 제34대 | 이명기 |      | 강원도 춘천군수 |
| 제35대 | 유재덕 |      | 강원도 춘천군수 |

## 역대 춘천시장
| 대수   | 이름   | 임기                  | 비고               |
| ------ | ------ | --------------------- | ------------------ |
| 제1대  | 홍창섭 | 1949.8.15~1950.3.25   | 강원도 춘천시장    |
| 제2대  | 신옥철 | 1950.3.26~1953.4.11   | 강원도 춘천시장    |
| 제3대  | 양재익 | 1953.4.12~1953.11.16  | 강원도 춘천시장    |
| 제4대  | 이상용 | 1953.11.17~1995.8.7   | 강원도 춘천시장    |
| 제5대  | 심헌구 | 1955.8.8~1956.8.8     | 강원도 춘천시장    |
| 제6대  | 심헌구 | 1956.8.9~1956.5.22    | 강원도 춘천시장    |
| 제7대  | 심헌구 | 1959.8.25 ~ 1960.5.22 | 강원도 춘천시장    |
| 제8대  | 이병우 | 1960.5.23.1960.12.27  | 강원도 춘천시장    |
| 제9대  | 박학주 | 1906.12.28~1961.5.23  | 강원도 춘천시장    |
| 제10대 | 최명도 | 1961.5.24~1962.7.1    | 강원도 춘천시장    |
| 제11대 | 박달인 | 1962.7.2~1964.1.17    | 강원도 춘천시장    |
| 제12대 | 신철균 | 1964.1.18~1966.6.6    | 강원도 춘천시장    |
| 제13대 | 전영춘 | 1986.6.7~1968.4.14    | 강원도 춘천시장    |
| 제14대 | 원병의 | 1968.4.15~1970.7.22   | 강원도 춘천시장    |
| 제15대 | 박종성 | 1970.7.23~1971.8.9    | 강원도 춘천시장    |
| 제16대 | 유기천 | 1971.8.10~1973.7.11   | 강원도 춘천시장    |
| 제17대 | 최재영 | 1973.7.12~1974.11.13  | 강원도 춘천시장    |
| 제18대 | 김종구 | 1974.11.14~1977.7.19  | 강원도 춘천시장    |
| 제19대 | 박건주 | 1977.7.20~1979.8.1    | 강원도 춘천시장    |
| 제20대 | 엄대현 | 1979.8.2~1982.7.8     | 강원도 춘천시장    |
| 제21대 | 이진호 | 1982.7.9~1985.3.10    | 강원도 춘천시장    |
| 제22대 | 이판석 | 1985.3.11~1986.3.17   | 강원도 춘천시장    |
| 제23대 | 김태옥 | 1986.3.18~1986.12.23  | 강원도 춘천시장    |
| 제24대 | 손주용 | 1986.12.24~1988.12.31 | 강원도 춘천시장    |
| 제25대 | 이영래 | 1989.1.1~1991.1.9     | 강원도 춘천시장    |
| 제26대 | 조성운 | 1991.1.10~1991.12.31  | 강원도 춘천시장    |
| 제27대 | 배계섭 | 1992.1.1~1993.3.15    | 강원도 춘천시장    |
| 제28대 | 박환주 | 1993.3.16~1994.12.31  | 강원도 춘천시장    |
| 제29대 | 김승래 | 1995.1.1~1995.6.30    | 춘천시·춘천군 통합 |
| 제30대 | 배계섭 | 1995.7.1~1998.6.30    | 민선 1기           |
| 제31대 | 배계섭 | 1998.7.1~2002.6.30    | 민선 2기           |
| 제32대 | 유종수 | 2002.7.1~2006.6.30    | 민선 3기           |
| 제33대 | 이광준 | 2006.7.1~2010.6.30    | 민선 4기           |
| 제34대 | 이광준 | 2010.7.1~2013.12.31   | 민선 5기           |
| 제35대 | 최동용 | 2014.7.1~2018.6.30    | 민선 6기           |
| 제36대 | 이재수 | 2018.7.1~2022.6.30    | 민선 7기           |
| 제37대 | 육동한 | 2022.7.1~             | 민선 8기           |

## 같이 보기
- 춘천시장 선거